# Lliga francesa de bàsquet masculina
La Lliga francesa o Campionat de França de bàsquet (en françès Ligue Nationale de Basket) és la màxima competició del país per a clubs de basquetbol. Data del 1921 i s'ha disputat anualment amb l'única excepció dels anys 1940 i 1941 a causa de la Segona Guerra Mundial. Ha rebut les següents denominacions al llarg de la història:
- de 1921 a 1949 "Excellence"
- de 1950 a 1993 "Nationale 1"
- des de 1994 "PRO A"

## Equips participants (temporada 2023-2024)
| Equip                           | Municipi           |
| ------------------------------- | ------------------ |
| Cholet Basket                   | Cholet             |
| Jeanne d'Arc Dijon Bourgogne    | Dijon              |
| BCM Basket Gravelines Dunkerque | Gravelines         |
| ESSM Le Portel                  | Le Portel          |
| Le Mans Sarthe Basket           | Le Mans            |
| CSP Limoges                     | Limoges            |
| ASVEL Lyon-Villeurbanne         | Lyon               |
| JSF Nanterre                    | Nanterre           |
| Paris-Levallois Basket          | Levallois-Perret   |
| Èlan Béarnais Pau-Orthez        | Pau                |
| AS Monaco Basket                | Mònaco             |
| Strasbourg IG Basket            | Estrasburg         |
| JL Bourg Basket                 | Bourg-en-Bresse    |
| Ada Blois Basket                | Blois              |
| Metropolitans 92 Basket         | Boulogne-Levallois |
| Fos Provence Basket             | Fòs                |
| Sluc Nancy Basket               | Nancy              |
| Chorale Roanne                  | Roanne             |

## Historial
| - 1921 Evreux AC - 1922 ICAM Lille - 1923 Ecole Normale Arras - 1924 Foyer Alsacien Mulhose - 1925 Foyer Alsacien Mulhouse - 1926 Foyer Alsacien Mulhouse - 1927 Stade Français (París) - 1928 Foyer Alsacien Mulhouse - 1929 Foyer Alsacien Mulhouse - 1930 Foyer Alsacien Mulhouse - 1931 Foyer Alsacien Mulhouse - 1932 CAUFA Reims - 1933 CAUFA Reims - 1934 Olympique Lillois - 1935 CA Mulhouse - 1936 SC Paris Ouest - 1937 CA Mulhouse - 1938 SC Paris Ouest - 1939 US Métro (París) - 1940 no es disputà - 1941 no es disputà - 1942 US Métro (París) - 1943 FC Grenoble - 1944 FC Grenoble - 1945 Championnet Sports (París) - 1946 Éveil Sportif Sainte Marie de la Guillotière de Lyon - 1947 Paris Université Club - 1948 UA Marseille - 1949 ASVEL Lyon-Villeurbanne - 1950 ASVEL Lyon-Villeurbanne - 1951 Racing Club de France (París) - 1952 ASVEL Lyon-Villeurbanne - 1953 Racing Club de France (París) - 1954 Racing Club de France (París) - 1955 ASVEL Lyon-Villeurbanne - 1956 ASVEL Lyon-Villeurbanne - 1957 ASVEL Lyon-Villeurbanne - 1958 Étoile de Charleville-Mézières - 1959 Chorale Roanne Basket - 1960 Étoile de Charleville-Mézières |  | - 1961 Alsace Bagnolet - 1962 Alsace Bagnolet - 1963 Paris Université Club - 1964 ASVEL Lyon-Villeurbanne - 1965 AS Denain Voltaire - 1966 ASVEL Lyon-Villeurbanne - 1967 Alsace Bagnolet - 1968 ASVEL Lyon-Villeurbanne - 1969 ASVEL Lyon-Villeurbanne - 1970 Olympique d'Antibes Juan-les-Pins - 1971 ASVEL Lyon-Villeurbanne - 1972 ASVEL Lyon-Villeurbanne - 1973 AS Berck - 1974 AS Berck - 1975 ASVEL Lyon-Villeurbanne - 1976 ASPO Tours - 1977 ASVEL Lyon-Villeurbanne - 1978 SCM Le Mans - 1979 SCM Le Mans - 1980 ASPO Tours - 1981 ASVEL Lyon-Villeurbanne - 1982 SCM Le Mans - 1983 CSP Limoges - 1984 CSP Limoges - 1985 CSP Limoges - 1986 Èlan Béarnais Orthez - 1987 Èlan Béarnais Orthez - 1988 CSP Limoges - 1989 CSP Limoges - 1990 CSP Limoges - 1991 Olympique d'Antibes Juan-les-Pins - 1992 Èlan Béarnais Pau-Orthez - 1993 CSP Limoges - 1994 CSP Limoges - 1995 Olympique d'Antibes Juan-les-Pins - 1996 Èlan Béarnais Pau-Orthez - 1997 Paris Basket Racing - 1998 Èlan Béarnais Pau-Orthez - 1999 Èlan Béarnais Pau-Orthez - 2000 CSP Limoges |  | - 2001 Èlan Béarnais Pau-Orthez - 2002 ASVEL Lyon-Villeurbanne - 2003 Èlan Béarnais Pau-Orthez - 2004 Èlan Béarnais Pau-Orthez - 2005 Strasbourg IG - 2006 Le Mans Sarthe Basket - 2007 Chorale Roanne Basket - 2008 SLUC Nancy - 2009 ASVEL Lyon-Villeurbanne - 2010 Cholet Basket - 2011 SLUC Nancy - 2012 Élan Sportif Chalonnais - 2013 JSF Nanterre - 2014: CSP Limoges - 2015: CSP Limoges - 2016: ASVEL Lyon-Villeurbanne - 2017: Élan Sportif Chalonnais - 2018: - 2019: ASVEL Lyon-Villeurbanne - 2020: Lliga cancel·lada - 2021: - 2022: - 2023: AS Monaco |